# 移相哥
移相哥（?—?），又作也松格、亦孙哥、也先哥、也孙哥、也相哥，元太祖成吉思汗铁木真的二弟合撒儿的次子，蒙古帝国宗王。
移相哥为人英勇善射。约1225年，成吉思汗西征归还后，全蒙古那颜贵族在不哈速赤忽聚会。距离335步射中靶心，于是立“也松格碑”纪功，也被称为“成吉思汗石”。1229年，按照成吉思汗遗命，与兄长也古等诸王拥戴窝阔台即大汗位。
1251年，又和也古等诸王拥立拖雷的长子蒙哥为大汗。1253年，也古被罢征东元帅，移相哥率领本部兵将随札刺儿带继续东征高丽王朝，攻下光州、玉果等城。1256年，首议攻打南宋。1257年，随宗王塔察儿南征宋朝，围攻樊城，不有攻克而返师，袭合撒儿王位。蒙哥去世后，与塔察儿等宗王推戴忽必烈称汗。中统元年（1260年），随忽必烈讨叛王阿里不哥，任前锋，统率左军，击败阿里不哥的前锋出木哈儿。中统三年（1262年），受赐金印。移相哥晚年常被忽必烈召见议事，据传说寿至七十五岁。

## 世系
- 拙赤合撒儿（J̌öči Qasar／جوچى قسارJūchī Qasār）
  - 淄川王 也古（Yegü／ییگوYīgū）
    - 火儿哈孫（Qorqosun／ارقسونĀrqasūn）

  - 脱忽大王（Toqu,／توقوTūqū）
    - 愛哥阿不干王（Ebügen／ابوگانĀbgān）

  - 移相哥大王（Yesüngge／ییسونگگهYīsūngge）
    - 親王 愛仙阿木干（Esen emügen／امگانĀmgān）
      - 势都儿王（Šikdür,／شیکتورShīktūr）
        - 齐王 八不沙（Babuša／مامیشاMāmīshā）
        - 必烈虎大王（Birigü）
        - 黄兀儿王（Qong'ur）
          - 伯帖木儿王（Bai Temür）
          - 齐王 玉龙帖木儿（Ürüg Temür）
          - 别儿帖木儿（Berke Temür）

## 延伸阅读
[在维基数据编辑]
 《新元史/卷105》，出自柯劭忞《新元史》